# Duy Mạnh
Duy Mạnh (tên đầy đủ là Nguyễn Duy Mạnh; sinh ngày 22 tháng 5 năm 1975) là một ca sĩ, nhạc sĩ người Việt Nam. Anh bắt đầu nổi tiếng từ năm 2005 với album đầu tay "Tình em là đại dương" gồm một loạt ca khúc trở thành hiện tượng của nhạc Việt lúc đó.

## Cuộc đời
Duy Mạnh sinh ngày 22 tháng 5 năm 1975 tại Hải Phòng, trong một gia đình có ba người anh trai đều là nghệ sỹ saxophone.
Anh theo học tại Nhạc viện Thành phố Hồ Chí Minh khoa Piano. Ngoài ra, anh còn học nhạc với nhạc sĩ Nguyễn Ánh 9 và nhạc sỹ Nguyễn Quang (con trai của Nguyễn Ánh 9) trong khoảng thời gian từ năm 1992 đến năm 1998.
Từ năm 1998, Duy Mạnh bắt đầu biểu diễn trong các phòng trà, bar, pub và sân khấu nhỏ ở Thành phố Hồ Chí Minh với nhiệm vụ chính là đệm piano cho các ca sĩ khác hát và hát lót nếu ca sĩ chính bận đột xuất.
Năm 2002, Duy Mạnh tự sản xuất đĩa nhạc đầu tiên với những sáng tác của các nhạc sỹ có tên tuổi như Thuận Yến, Việt Anh, Hà Dũng… Tuy nhiên, đĩa nhạc này không được phát hành rộng rãi.
Duy Mạnh bắt đầu nổi tiếng từ năm 2005 với album đầu tay "Tình em là đại dương" với một loạt ca khúc trong album trở thành hiện tượng của nhạc Việt lúc đó như Hãy về đây bên anh, Kiếp đỏ đen, Tình em là đại dương, Ta đâu có say.
Sáng tác đầu tiên của Duy Mạnh là bài Tình yêu còn đâu. Chuyên gia hòa âm phối khí Bảo Lư – một người bạn thân của anh nghe qua và thích thú nên đã khuyến khích Duy Mạnh vào đường sáng tác.

## Gia đình
Vợ Duy Mạnh tên là Ngô Thu Huyền (Huyền Cầm), sinh ra và lớn lên tại Hải Phòng, cùng quê với Duy Mạnh. Cô lấy Duy Mạnh ngay sau khi tốt nghiệp phổ thông trung học. 
Hiện nay vợ chồng Duy Mạnh đã có hai người con. Tên của hai người con là Nguyễn Thu Cầm (con gái lớn, sinh năm 2000, sau này cũng theo nghiệp hát của Duy Mạnh với nghệ danh Cầm) và Nguyễn Mạnh Cầm (con trai út, sinh năm 2012).Trước khi nổi tiếng, Duy Mạnh sống một mình ở Thành phố Hồ Chí Minh trong khi vợ và con ở tận Hải Phòng. Hiện tại, cả gia đình anh đã chuyển vào Thành phố Hồ Chí Minh.

## Album
Album thành công nhất là Tình Em Là Đại Dương số lượng tiêu thụ 20,000 bản với 3 lần tái bản.
| Năm  | Tựa đề                                     | Ghi chú         |
| ---- | ------------------------------------------ | --------------- |
| 2005 | Tình Em Là Đại Dương                       | Vol. 1          |
| 2006 | Lời Sám Hối                                | Vol. 2          |
| 2006 | Dĩ Vãng Cuộc Tình                          | Vol. 3          |
| 2006 | Em Còn Yêu Tôi Không - Kẻ Hoàn Lương       | Vol. 4          |
| 2007 | Nước Mắt Kẻ Đa Tình                        | Vol. 5          |
| 2008 | Bài Hát Cho Người Thủy Thủ                 | Vol. 6          |
| 2009 | Trái Tim Khóc                              | Vol. 7          |
| 2010 | Còn Mãi Đam Mê                             | Vol. 8          |
| 2011 | Mãi Chỉ Là Người Tình                      | Vol. 9          |
| 2011 | Best Collection: Dĩ Vãng Cuộc Tình         | Best Collection |
| 2012 | Kẻ Thất Tình                               | Vol. 10         |
| 2014 | Một Gã Say Si Tình                         | Vol. 11         |
| 2015 | Lời Xin Lỗi Của Một Dân Chơi               | Vol. 12         |
| 2016 | Việt Nam Miền Đất Tôi Yêu                  | Vol. 13         |
| 2017 | Duy Mạnh Vinahouse - Remix By Hieu Phan DJ | Vol. 14         |

## Sáng tác
Dù sáng tác về nhiều đề tài như tình yêu đôi lứa, tình người lính, tuổi học trò, tình cha và quê hương... nhưng Duy Mạnh ghi dấu ấn với những sáng tác về đề tài tệ nạn xã hội : Kiếp Đỏ Đen, Kiếp Bán Độ, Lời Xin Lỗi Của Một Dân Chơi, Phê...
Trong vai trò ca sĩ, tên tuổi Duy Mạnh được khán giả biết đến rộng rãi qua các bài hát do chính anh sáng tác như: Hãy Về Đây Bên Anh, Kiếp Đỏ Đen, Ta Đâu Có Say, Tình Em Là Đại Dương, Biết Tìm Đâu, Dĩ vãng Cuộc Tình, Lời Xin Lỗi Của Một Dân Chơi, Phê.
Mới đây vào ngày 28/06/2024, ca sĩ Duy Mạnh ra mắt ca khúc rap mới toanh mang tên Hãy Dừng Lại Đi Em. 
Danh sách này không đầy đủ, bạn cũng có thể giúp mở rộng danh sách.
- Anh Mong Em
- Anh Mong Em Sẽ Có Một Hạnh Phúc
- Anh Mong Được Bên Em
- Anh Nhớ Em Vô Cùng
- Anh Sẽ Cố Gắng Hơn
- Anh Sẽ Bước Đi Cùng Em
- Anh Vẫn Yêu Em
- Bài Hát Cho Người Thủy Thủ (**)
- Biết Làm Sao Quên
- Biết Tìm Đâu
- Bóng Trăng Đang Dần Trôi
- Buồn Tả Tơi
- Cám Ơn Em Về Những Ngày Hôm Qua
- Chỉ Một Lần Em Đến
- Chừng Nào Em Mới Về
- Con Sẽ Không Quên
- Con Tim Yếu Đuối
- Con Mong Được Trở Về
- Con Yêu Mẹ
- Còn Gì Đâu Em
- Còn Mãi Đam Mê
- Cuộc Tình Đã Qua
- Cũng Hết Tin Em Rồi
- Dạo Phố
- Dĩ Vãng Cuộc Tình
- Dối Trá
- Dòng Sông Mùa Đông
- Dù Chỉ Là Người Tình
- Dù Ta Biết Không Còn Nhau
- Dù Tình Phôi Pha
- Để Ngày Mai Lại Thấy Có Em
- Đêm Buồn
- Đêm Lang Thang
- Đêm Nguyện Cầu
- Điều Anh Muốn Nói
- Đón Xuân Trong Tình Yêu
- Đố Ai Biết Trước
- Đợi Em
- Đời Thua Bạc (*)
- Đừng Vội Tin Lời Ong Bướm
- Đừng Yêu Vì Tiền
- Đường Về Hai Lối
- Em
- Em Còn Yêu Tôi Không
- Em Sẽ Đến Bên Anh
- Giấc Mơ Cho Anh
- Giây Phút Chia Xa
- Giây Phút Chia Xa 2
- Giọt Nước Mắt Vô Vọng
- Giọt Tình Cay Đắng
- Hải Phòng ơi (2019)
- Hạnh Phúc
- Hạnh Phúc Khi Ta Mỉm Cười
- Hãy Dừng Lại Đi Em
- Hãy Nhìn Lại Mình Đi
- Hãy Quên
- Hãy Về Đây Bên Anh
- Hãy Yêu Tôi Đi
- Hết Yêu Hãy Nói Với Nhau Một Lời
- Hình Bóng Em Còn Trong Tôi
- Kẻ Tham Tiền (*)
- Kẻ Thất Tình
- Kiếp Ăn Chơi (*)
- Kiếp Bán Độ (*)
- Kiếp Đỏ Đen (*) (ស្រង់ចិត្)
- Khóc Cho Người Đi
- Khóc Vì Nhớ Em
- Lầm Lỗi (*)
- Lẽ Tại Sao
- Lời Của Trái Tim
- Lời Hẹn Người Đã Quên
- Lời Ru Của Cha (***)
- Lời Sám Hối Của Kẻ Hấp Hối (*)
- Lời Sám Hối Của Kẻ Hoàn Lương (*)
- Lời Xin Lỗi Của Một Dân Chơi (*)
- Mãi Chỉ Là Người Tình
- Mình Anh Với Kỷ Niệm
- Mong Đời Thứ Lỗi (*)
- Mong Anh
- Mong Một Lần Tạ Lỗi Với Em
- Mong Ngày Gặp Lại
- Mong Sao Người Đừng Ra Đi
- Mời Ngay Lên Phường (*)
- Một Gã Say Si Tình
- Một Lần Vui Bên Nhau
- Mùa Đông Xứ Lạ
- Mùa Hoa Bỏ Lại
- Nạn Nhân Của Em
- Ngày Đó
- Ngày Em Xa Anh
- Ngày Đón Em Về
- Người Mãi Xa Rồi
- Ngày Mai Anh Đi
- Người Có Xót Thương Tôi
- Người Tình Ơi Em Đã Xa Anh Rồi
- Nỗi Lòng Người Tha Hương (**)
- Phải Chăng Tôi Yêu Hai Người
- Phê (*)
- Sao Em Lại Nỡ Ra Đi
- Sát Cánh Bên Nhau
- Sẽ Mãi Không Thành
- Ta Đâu Có Say
- Ta Mang Ơn Em
- Thiên Đường Không Có Thật
- Tình Em Là Đại Dương
- Tình Yêu Còn Đâu
- Tôi Đã Biết Yêu
- Trái Tim Khóc
- Trở Lại Mái Trường Xưa (****)
- Tương Tư
- Tôi Vẫn Hy Vọng
- Ước Cho Em Quay Về
- Vẫn Biết Yêu Anh Là Thế
- Vẫn Mãi Thuộc Về Nhau
- Vẫn Mãi Yêu Em
- Về Đi Thôi Hỡi Em
- Việt Nam Miền Đất Tôi Yêu (**)
- Xin Đừng Chạm Vào Anh
- Xin Được Hoài Mong
- Xin Em Cho Tôi Một Cơ Hội
- Xin Hay Tin Nhau
- Xin Một Lần Cuối
- Xin Người Thứ Tha
- Yêu Để Làm Chi
- Hải Phòng ơi
- Tình Đã Đổi Thay
- Thiên Đường Có Em

(*) Những bài hát về tệ nạn xã hội (**) Những bài hát về về quê hương, đất nước (***) Bài hát về tình phụ tử (****) Bài hát về tuổi học trò

## Giải thưởng
- Giải Làn Sóng Xanh[5] cho nhạc sĩ và ca sĩ của năm 2005
- Giải Làn Sóng Xanh cho nhạc sĩ của năm 2006